# Бомбить Воронеж
«Бомбить Воронеж» — интернет-мем, появившийся в связи с соответствующими политическими событиями в России 2010-х годов. Затем он превратился в устойчивый фразеологизм.
«Бомбить Воронеж» означает нанести ущерб самому себе в качестве противодействия внешнему воздействию. Политизированный синоним фразы «назло бабушке отморозить уши» или «бей своих чтобы чужие боялись».

## История
В августе 2008 года, сразу после окончания войны в Грузии, в «Живом журнале» появилась запись:
Вспомнилась шутка про жителей Воронежа, которые попросили Путина разбомбить Воронеж, когда узнали, что правительство решило заново отстроить Цхинвал…
 По одной из версий (которая пока не нашла подтверждения), один из городских депутатов тогда произнес: «Сумма, выделенная на Южную Осетию, в три раза больше, чем вся Воронежская область получает за три года. Разбомбите лучше Воронеж, мы хоть дороги нормальные построим».

21 декабря 2011 года, в начале гражданской войны в Сирии, в Твиттере появилась запись:
Путин: «если НАТО вторгнется в Сирию, мы начнём бомбить Воронеж»
Оригинальный твит уже удалён, но существуют ретвиты 2012 года.
Начиная с 2013 года, с появлением санкций западных стран и ответных контрсанкций России мем получил новое значение: появилась шутка о том, что «в ответ на санкции президент отдал приказ бомбить Воронеж». Словосочетание стало популярно в Рунете в начале 2013 года, когда обсуждался «Закон Димы Яковлева», который его противники называли «Законом подлецов»: тогда в ответ на введенные США санкции против российских чиновников из «Списка Магнитского» было запрещено усыновление российских сирот гражданами США. Фразеологизм также использовался после событий 2014 года, связанных с аннексией Крыма Российской Федерацией, когда государства Запада начали вводить санкции, на которые Кремль стал отвечать такими контрсанкциями, как российское продовольственное эмбарго.
Эта фраза также стала частью анекдота:

Звонит Лавров Шойгу и говорит:

— Слушай, Кужугетович, не бей по Нью-Йорку, у меня там дочь живёт.

Шойгу, возмущённо:

— Блин! Песков просил по Лондону и Парижу не бить, Медведев — по Берлину, Мизулина по Бельгии, Жириновский по Швейцарии… Другие наши звонили, список большой. Лавров, куда бить-то тогда в случае чего?

— Ммм, ну долбани по Воронежу, там наших точно нет.
В 2015 году сообщество «Лентач» выпустило новогоднюю игру «Многоходовочка». В ней по одному из заданий надо было «бомбить Воронеж», в которой персонаж, похожий на президента Путина, сбрасывает бомбы на Воронеж — так в игре проиллюстрированы продуктовые «антисанкции», сказавшиеся на самих россиянах. 6 января так называемое «Интернет-ополчение» выступило с призывом писать жалобы на игру, в связи с чем пабликом заинтересовались Следственный комитет и Генпрокуратура. 17 января регистратор Reg.ru приостановил делегирование домена «Многоходовочки». В переписке с администрацией регистратор сообщил о жалобе на «экстремистские материалы», якобы содержащиеся в игре.
В 2018 году пресс-служба городской администрации заявила, что мем более не популярен в соцсетях и потому «не влияет на инвестиционный климат в столице Черноземья». В то же время местные власти пытались продвигать на официальных ресурсах хештег «#хочувВоронеж», который пользователи сети начали использовать и иронично (к примеру, добавляя его в посты о плохом состоянии местных дорог в проекте «Росяма. Воронеж»).
Согласно телефонному социологическому опросу, проведённому среди россиян в 2023 году, у 0,8 % респондентов при слове «Воронеж» возникла ассоциация с фразой «Бомбить Воронеж»; более трети опрошенных (36 %) дали разрозненные ответы, связанные с собственной жизнью, тогда как почти половина (49,1 %) затруднились с ответом.
Фраза упоминалась в зарубежных СМИ в связи с мятежом ЧВК «Вагнер» в июне 2023 года, когда в Воронежской области загорелась нефтебаза.